# Prostomis intermedia
Prostomis intermedia is een keversoort uit de familie Prostomidae. De wetenschappelijke naam van de soort is voor het eerst geldig gepubliceerd in 1897 door Blackburn.